# أوكاوفيل (إلينوي)
أوكاوفيل (بالإنجليزية: Okawville, Illinois) هي منطقة سكنية تقع في الولايات المتحدة في إلينوي. يقدر عدد سكانها بـ 1,434 نسمة .

## الموقع الجغرافي
الموقع الجغرافي للمناطق المحيطة بهذه النقطة هو كالتالي: